# San Bernardino, Puebla
San Bernardino är en ort i Mexiko.   Den ligger i kommunen Camocuautla och delstaten Puebla, i den sydöstra delen av landet, 160 km öster om huvudstaden Mexico City. San Bernardino ligger 1 164 meter över havet och antalet invånare är 156.
Terrängen runt San Bernardino är varierad. Runt San Bernardino är det ganska tätbefolkat, med 199 invånare per kvadratkilometer. Närmaste större samhälle är Olintla, 12,6 km nordost om San Bernardino. I omgivningarna runt San Bernardino växer i huvudsak städsegrön lövskog.